# Carolyn Porco

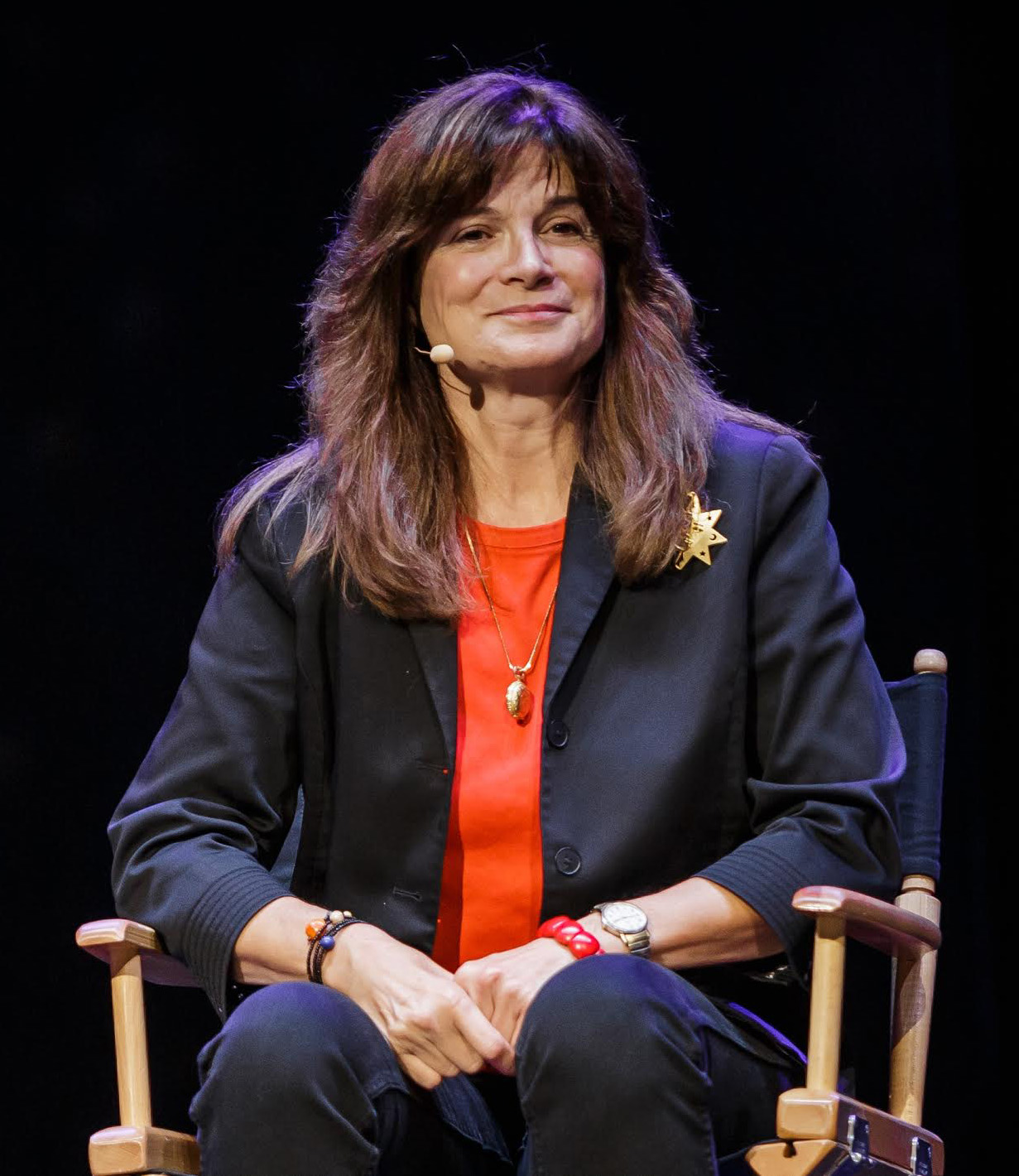
Carolyn Porco, 2016

Carolyn C. Porco (* 6. März 1953 in New York City) ist eine US-amerikanische Planetenforscherin, die vor allem für ihre Arbeit im Bereich der Erforschung des äußeren Sonnensystems bekannt ist – beginnend mit ihrer Arbeit im Rahmen der Voyager-Missionen in den 1980er Jahren, genauer: Voyager 2, bei denen Jupiter, Saturn, Uranus und Neptun im Mittelpunkt des Interesses standen. Später führte sie als Principal Investigator das bildgebende Wissenschaftsteam (englisch Imaging Science Team) der Cassini-Huygens-Mission, bei der die Sonde am 15. September 2017 geplant die Umlaufbahn verließ, um in der oberen Saturnatmosphäre zu verglühen. Außerdem ist sie eine Expertin auf dem Gebiet der Planetenringe und dem des Saturnmondes Enceladus. Darüber ist hinaus ist sie nebenbei auch die Geschäftsführerin des Unternehmens „Diamond Sky Productions“. Das Unternehmen hat sich dem wissenschaftlichen und künstlerischen Einsatz von Planetenbildern und Computergrafiken für die Präsentation der Wissenschaft gegenüber der Öffentlichkeit verschrieben.

## Werdegang
Carolyn Porco wurde am 6. März 1953 in New York City als Tochter eines italienischen Immigranten geboren. Ihr Vater arbeitete als Auslieferungsfahrer für Brot, ihre Mutter kümmerte sich um den Haushalt sowie die fünf Kinder – neben Porco als einziger Tochter noch vier Söhne. Dieses Umfeld sieht Porco als eine Basis für ihren späteren Erfolg an, da es sie gelehrt habe, mit Männern zu diskutieren und zu kämpfen. Im Alter von 13 Jahren sah sie vom auf dem Dach aufgestellten Teleskop eines Nachbarn erstmals den Saturn. Im Alter von 13 Jahren trat sie auch ihren ersten Nebenjob an – in einer Bibliothek sortierte sie Regale ein. 1970 schloss sie die in der Bronx gelegene Cardinal Spellman High School ab, an der auch Sonia Sotomayor ihre erste Bildung erhielt. Ihr Interesse an der Astronomie entwickelte sich aus dem Interesse an Religion, östlicher Philosophie und Existentialismus.
1974 erlangte sie ihren Bachelor of Science in Physik und Astronomie an der State University of New York at Stony Brook. Ihren Ph.D. erhielt sie 1983 am California Institute of Technology in der Abteilung für Geologie und Planetenforschung. In ihrer Dissertation, die sich 1983 abschloss, befasste sie sich, betreut vom Astrophysiker Peter Goldreich, mit den Entdeckungen der Voyager-Sonde bezüglich der Ringe des Saturns.

## Karriere
1984 stieg sie an der University of Arizona ein, an der sie 17 Jahre forschte. Im Jahr 2001 zog es sie weiter nach Boulder an das Southwest Research Institute, eine Nonprofit-Forschungseinrichtung. Zudem wurde sie an der University of Colorado außerordentlicher Professor.
Parallel zu ihrem Beginn an der University of Arizona wurde sie 1984 auch Mitglied im Team der Voyager-Missionen. Im Jahr 1990 wurde sie Teamleiterin bei der Cassini-Mission und stach in der Bewerbungsrunde eine Reihe von Kollegen mit deutlich mehr Erfahrung aus.
Porcos Team war im Juni 2005 für die erste Sichtung eines Kohlenwasserstoffsees sowie eines Seengebiets in der südlichen Polarregion des Titan verantwortlich. Eine Gruppe ähnlicher – und größerer – Merkmale wurde im Februar 2007 in der nördlichen Polarregion gesichtet. Die Möglichkeit, dass diese seegroßen Einheiten entweder ganz oder teilweise mit flüssigen Kohlenwasserstoffen gefüllt sind, wurde durch spätere Beobachtungen mit anderen Cassini-Instrumenten deutlich verstärkt.
In der zweiten Jahreshälfte 2015 nahm sie von der University of California in Berkeley einen Ruf als Visiting Scholar an.
Sie hat weit über 100 wissenschaftliche Artikel zu verschiedenen Themen veröffentlicht. Die Spanne deckt dabei u. a. die Spektroskopie von Uranus und Neptun, die Astrofotometrie von Planetenringen, Computersimulationen von Planetenringen, die thermischen Balance der Polkappen des Eismondes Triton (auch Neptun I genannt), den Wärmefluss im Planeteninneren des Jupiter sowie eine Reihe von Ergebnissen zu Atmosphäre, Satelliten und Saturnringen aus dem Cassini-Imaging-Experiment. Im Jahr 2013 bestätigten von Hedman und Nicholson von der Cornell University veröffentlichte Cassini-Daten eine Vorhersage, die Porco zwanzig Jahre zuvor im Jahr 1993 gemeinsam mit Mark Marley getroffen hatte, dass akustische Schwingungen im Körper von Saturn für die Erzeugung bestimmter Merkmale in den Saturnringen verantwortlich sind.
Sie ist bzw. war Mitglied in diversen Beratungskomitees der NASA.

## Rezeption

### Als Rednerin
Porco ist aufgrund ihrer Arbeit häufig als Rednerin eingeladen, was neben Key Notes wie beispielsweise im Rahmen des „2018 Winter Enrichment Program“ der König-Abdullah-Universität in Saudi-Arabien oder im Rahmen von Vorlesungsreihen wie etwa 2017 an der University of Nevada, Reno auch zwei Vorträge im Kontext der Innovations-Konferenz TED umfasst, von denen ihr 2007er Beitrag ausweislich des Zählers auf der Website über 2,7 Millionen Mal abgerufen wurde und der 2009er-Beitrag knapp 1 Million Mal (Stand jeweils Ende 2018). Auch hielt sie die Eröffnungsrede im Rahmen des Pangaea Day, eine weltweite Rundsendung, die im Mai 2008 aus sechs Städten auf der ganzen Welt koordiniert wurde und in der sie den kosmischen Kontext beschrieb menschliche Existenz.

### In den Medien
Porco hat aufgrund ihrer Arbeit und ihres Ansatzes in der Wissenschaftskommunikation flächendeckend Resonanz in den Publikumsmedien erzielt, insbesondere in angelsächsischen Publikationen. Die von ihr abgedeckte Bandbreite in Interviews reicht dabei von ihrer Arbeit im engeren Sinn, d. h. der Erforschung von Planeten, bis hin zum Konflikt zwischen Wissenschaft und Religion, wie es u. a. von Newsweek und Wired dokumentiert wurde. Zudem kommt sie in Dokumentationen wie der Dokumentation „The Farthest: Voyager in Space“ der nichtkommerziellen TV-Senderkette PBS vor.
Im Rahmen der Cassini-Mission musste Porco zweimal ihre Stärken in der Kommunikation ausspielen: Ganz zu Anfang, als es darum ging, die avisierten Budgetkürzungen, die das Ende des Projekts bedeutet hätten, zu vermeiden, und später noch einmal, als es in der Öffentlichkeit kritische Resonanz aufgrund des verwendeten radioaktiven Antriebs gab. Wegen der Radionuklidbatterien, in denen signifikant Plutonium-238 enthalten ist, wollte eine Protestgruppe den Cassini-Start verhindern. Sie hielt die Gefahren bei einem Fehlstart oder einem ungeplanten Wiedereintritt in die Erdatmosphäre für unverantwortlich hoch, da Cassini genug Plutonium-238 enthalte, um bei einer gleichmäßigen Verteilung bis zu 1,2 Milliarden Menschen zu töten und der vorzeitige Tod von mehreren Zehntausend bis Millionen Menschen sicher sei. Als Alternative wurden Solarzellen und langlebigen Brennstoffzellen empfohlen. Porco suchte die Öffentlichkeit und konnte die Bedenken zerstreuen.
Über Carolyn Porco wurden in den verschiedensten Medien Porträts veröffentlicht, darunter 1989 im Boston Globe als erstem Medium mit signifikanter Reichweite, zweimal in der New York Times (August 1999 und September 2009), im Tucson Citizen (2001), CNN.com (2005), Discover (2007), Time (2017) sowie Edge. org. Von deutschen Medien wurde ihr u. a. vom Deutschlandfunk anlässlich ihres 65. Geburtstages ein Porträt gewidmet.
In einem Meinungsbeitrag für die New York Times im Jahr 2007 zeigte sie sich als Befürworterin eines Plans für die in den 1960er von den Vereinigten Staaten bereits avisierte, dann aber nicht umgesetzte menschliche Besiedelung des Weltalls, insbesondere auf dem Mond und dem Mars. Gut zehn Jahre später hat sie ihre Haltung dahingehend konkretisiert, dass die Perspektiven auf Enceladus (auch Saturn II) besser seien als auf dem Eismond Europa (auch Jupiter II) und die Forschung entsprechend priorisiert werden sollte. Als im Herbst 2018 der russischstämmige Milliardär Yuri Milner seine Bereitschaft äußerte, eine Enceladus-Mission der NASA zu finanzieren, führte das zu breitem Medienecho von Südamerika bis Europa.

### Als Beraterin
Aufgrund ihrer Kombination von Medienpräsenz und Fachkompetenz wurde Carolyn Porco zu verschiedenen Anlässen als Beraterin für Hollywood-Filme engagiert. So wurde auf ihren Vorschlag hin das Skript von Contact mit Jodie Foster als Wissenschaftlerin, die nach außerirdischem Leben sucht, dahingehend geändert, dass Affären von Promotionsstudentinnen mit Doktorvätern eher unüblich wären.
Porco war auf Einladung von Regisseur J. J. Abrams auch Beraterin bei Star Trek, dem 2009 veröffentlichten elften Film der Star-Trek-Kinoserie, der gleichzeitig auch das Reboot darstellt.
Auf ihren Vorschlag geht die Szene zurück, in der das Raumschiff Enterprise aus dem Warpantrieb herauskommt, in die Atmosphäre von Titan eintaucht und sich dann einem U-Boot gleich aus dem Dunst erhebt, mit den Saturnringen im Hintergrund. Im Nachgang wurde dann eine Petition gestartet, damit sie in einem nachfolgenden Film einen Cameo-Auftritt hat.
Zuvor war sie beispielsweise auch schon als Beraterin des TV-Specials „Cosmic Journey“ anlässlich des 25. Jahrestag der Voyager-Mission im Einsatz.

## Auszeichnungen
Porco hat auch eine Reihe von Auszeichnungen und Ehrungen für ihre Beiträge zur Wissenschaft und Wissenschaftskommunikation erhalten.
Im Jahr 1999 erschien sie – u- a. mit den Chemikern A. Paul Alivisatos und Ahmed Zewail, dem Zellbiologen Hugh Pelham, dem Mathematiker Richard Borcherds oder dem Physiker Lyman Page – auf einer Liste der britischen Zeitung The Sunday Times mit 18 Wissenschaftlern, die das Leben der Menschheit im Laufe der kommenden 100 Jahre revolutionieren sollten. Porco war dabei die einzige Frau auf dieser Liste.
Im Jahr 2004 wurde sie von der Fachzeitung Industry Week gemeinsam mit so verschiedenen Persönlichkeiten wie Jaron Lanier, James N. Gray, Rita R. Colwell, Shirley Ann Jackson oder Robert Fraley als einer von 50 F&E-Stars bezeichnet, die man im Blick haben solle (englisch 50 R&D Stars To Watch).
Von der Amerikanischen Vereinigung der Humanisten (AHA) wurde sie 2008 mit dem nach Isaac Asimov benannten Wissenschaftspreis ausgezeichnet.
Vom Magazin Wired wurde sie 2009 zu den 15 Personen gezählt, die den US-Präsidenten beraten sollten. Im gleichen Jahr wurde Porco von der renommierten Huntingtonbibliothek mit dem „Science Writer Fellowship for 2010“ ausgezeichnet, zudem erhielt sie gemeinsam mit dem iranischen Fotografen Babak Amin Tafreshi den 1998 zu Ehren des Fotografen Lennart Nilsson ins Leben gerufenen Lennart Nilsson Award. Ebenfalls 2009 wurde sie von der britischen Wochenzeitung New Statesman unter den „50 Menschen, die heute von Bedeutung sind“ an 37. Stelle platziert und erhielt 2010 von der American Astronomical Society aufgrund ihrer Leistung in der Wissenschaftskommunikation die nach Carl Sagan benannte Medaille.
Aus dem akademischen Umfeld wurde sie 2009 von ihrer Alma Mater, der Stony Brook University, mit dem Ehrendoktor gewürdigt. Zwei Jahre später folgte vom California Institute of Technology (CalTech) mit dem „Distinguished Alumni Award“ ausgezeichnet. Mit der höchsten Ehrung, die regelmäßig vom Institut verliehen wird, werden herausragende Alumni aus den Bereichen Wissenschaft, Technik, Wirtschaft und Kunst geehrt.
19980808
Vom renommierten US-Nachrichtenmagazin Time wurde sie 2012 zu den 25 einflussreichsten Menschen im Weltall gezählt.
Der Asteroid (7231) Porco wurde am 8. August 1998 nach ihr benannt.

## Trivia

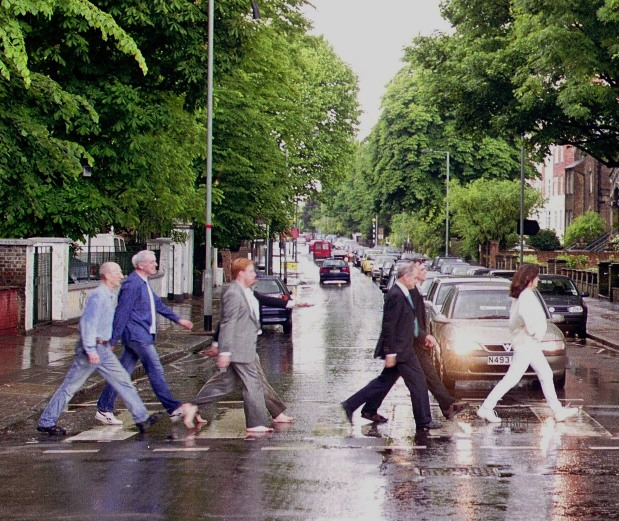
Das Cassini-Team auf der Abbey Road

Aus offiziellen Pressemeldungen ebenso wie Präsentationen oder Texten lässt sich eine grundsätzliche Nähe zur Popkultur und speziell zum Phänomen der Beatles ablesen. So war das erste von Cassini für die Öffentlichkeit veröffentlichte Farbbild ein Bild von Jupiter, das während Cassinis Annäherung an den Planeten aufgenommen und am 9. Oktober 2000 veröffentlicht wurde. An die Datumsangabe der Meldung schloss sich in Klammern gesetzt ein Geburtstagsgruß an John Lennon (englisch Happy 60th Birthday, John) anlässlich dessen 60. Geburtstages an. Sechs Jahre später produzierte sie einen 8-minütigen Film mit 64 von Cassinis spektakulärsten Bildern zu Ehren von Paul McCartneys 64. Geburtstag. Ursprünglich war das Video mit Auszügen aus 24 Beatles-Songs unterlegt, die aus rechtlichen Gründen jedoch wieder entfernt wurden. Auf Basis der Bilder für das Video folgte im April 2007 ein Poster mit 64 Szenen von Saturn. Auch hat sie mit einigen Kollegen das Cover des Beatles-Albums Abbey Road nachgestellt, bei dem das Team den Zebrastreifen über die Abbey Road in London quert.
Ausweislich ihrer privaten, gleichwohl teilweise öffentlichen Facebook-Seite interessiert sich Porco allgemein auch für Tanz speziell für Michael Jackson. So gewann sie im August 2010 in Boulder, Colorado, einen Kostüm-/Tanzwettbewerb anlässlich des Geburtstages der Popikone. Zudem ist sie zwischenzeitlich selbst musikalisch aktiv gewesen, so in den Gruppen „Titan Equatorial Band“ und „Estrogens“.
In vier der 17 Videos des Projektes „Symphony of Science“ wurden mit Auto Tune bearbeitete Zitate von Porco verwendet: „Die Poesie der Realität (Eine Hymne für die Wissenschaft)“, „Eine Welle der Vernunft“, „Kinder von Afrika (Die Geschichte von uns)“ und „Weiter zum Rand!“.
Auf Porco geht die Aktion The Day the Earth Smiled zurück. Dabei wurde sowohl ein Mosaik von Bildern veröffentlicht, dass die Verdunklung der Sonne durch Saturn zeigt, als auch die Öffentlichkeit aufgefordert, sich mit Freunde zu treffen, nach draußen zu gehen und über den eigenen Platz im Universum nachzudenken.
Sie war auch für das Epitaph und den Vorschlag verantwortlich, den renommierten Planetengeologen Eugene Shoemaker zu ehren, indem 1998 ein paar Gramm seiner sterblichen Überreste von der Raumsonde Lunar Prospector auf den Mond geschickt wurden. Als Behältnis diente dabei eine Kapsel von der Größe eines Lippenstiftes, in welche ein Vers aus William Shakespeares „Romeo und Julia“ eingraviert war. Im Juli 1999, nach anderthalb Jahren Reise und 30 Jahre nach dem ersten Menschen auf dem Mond, kam die Fähre an. Die Aktion rief Kritik seitens der Navajo-Indianer hervor, da der Mond entweiht werde. Porco konterte daraufhin, dass in den Vereinigten Staaten Glaube und Wissenschaft getrennte Gebiete seien.